# Adolphe della Faille d'Huysse
Pour les articles homonymes, voir della Faille.
Le baron Adolphe Joseph Ghislain della Faille d'Huysse, né à Gand le 13 janvier 1798 et mort à Huise le 31 août 1873, est un homme politique belge. Il est le fils de François Maximilian Ghislain della Faille d'Huysse et le frère de Hippolyte della Faille.
- Membre de la Chambre des représentants de Belgique par l'arrondissement de Gand (1833-1836)
- Conseiller provincial de la Flandre-Orientale (1836-1870)
- Bourgmestre d'Huysse (en néerlandais : Huise)(1846-1873)
- Président du Conseil provincial de Flandre-Orientale (1864-1869)

## Sources
- J. Stengers, J.-L. De Paepe, M. Gruman, Index des éligibles au Sénat (1831-1893), Bruxelles, 1975.
- Y. Schmitz, Les della Faille, dl. IV, Brussel, 1969, p. 185-197.